# 이상호 (1973년)

## 개요
이상호(李相澔, 1973년 1월 25일~)는 대한민국의 정치인이다. 제17대 강원도 태백시장(민선 8기, 2022~)이다.

## 시정

### 청정 메탄올·미래 자원 클러스터 구축
이상호 태백시장은 민선 8기 임기 동안 ‘청정 메탄올·미래 자원 클러스터 구축’ 사업을 시정의 핵심 전략 과제로 설정하고 추진하고 있다. 이 사업은 장성광업소 등 지역 내 유휴 폐광 부지를 활용하여 청정 메탄올 생산시설을 조성하고, 해당 메탄올과 희유 금속을 포함한 광물 자원을 연계한 산업 생태계를 구축하는 것을 주요 내용으로 한다. 생산된 메탄올은 산업용·연료용 수요를 겨냥하여 철암역과 항만을 연계한 물류체계를 통해 유통되며, 동점·고터실 일대 산업단지를 중심으로 관련 정밀화학 및 첨단소재 산업의 유치를 병행하고 있다. 또한 지하자원 기반의 스마트 마이닝 실증단지 조성과 우주·지하과학 관련 드롭타워 및 심부지하 연구시설 유치도 병행되어 추진 중이다. 본 계획은 산업통상자원부와 환경부, 과학기술정보통신부 등 정부 부처와의 협의를 거쳐 예비타당성조사 대상 사업으로 신청되었으며, 지역경제의 새로운 동력을 마련하고자 하는 일환으로 2027년까지 생산시설 가동을 목표로 하고 있다.

## 학력
- 북평고등학교(졸업)
- 한양대학교 대학원(지방자치학 석사)

## 경력
- 아청학원 원장
- 자유한국당 청년위원회 부위원장
- 2018.07~2022.04: 제10대 강원도의회 의원
- 2022.07~: 제17대(민선 8기) 강원도 태백시장
- 2022.08~2024.06: 강원도시·장군수협의회 부회장

## 역대 선거 결과
|  | 42.62% |

|  | 54.04% |

| 전임 유태호 | 제17대 강원도 태백시장 2022년 7월 1일~ | 후임 (강원특별자치도 태백시로 승격) |

| 전임 (강원도 태백시로 승격) | 제17대 강원특별자치도 태백시장 2023년 6월 11일~ |  |

1. ↑  김영훈. “폐광지 태백, ‘청정메탄올’로 부활 노린다”. 《경향신문》. 2025년 7월 11일에 확인함.
2. ↑  “태백시, 5천억 메탄올 산업 클러스터 시동…스마트마이닝도 병행”. 《한국경제》. 2025년 7월 11일에 확인함.
3. ↑  “태백시, 미래 자원 산업 중심지로 도약 준비”. 《KBS》. 2025년 7월 11일에 확인함.
4. ↑  ““폐광지 태백, 청정연료 거점으로”…태백시의 메탄올 클러스터 전략”. 《한겨레》. 2025년 7월 11일에 확인함.
5. ↑  “강원 태백, 광물·청정연료 융합 ‘자원 클러스터’로 변신”. 《연합뉴스》. 2025년 7월 11일에 확인함.
6. ↑  “태백, 폐광지 메탄올 플랜트로 전환…미래 에너지 산업 육성”. 《JTBC》. 2025년 7월 11일에 확인함.